# ガーデン・ステート・プラザ
ガーデン・ステート・プラザ（Garden State Plaza）はウェストフィールドが運営するニュージャージー州バーゲン郡にあるショッピング・モールである

## 概要
ルート4とルート17、そしてガーデン・ステート・パークウェイに接続しているためニュージャージー州の中でも人気のあるショッピング・モールのひとつ。
ブルー・ローにより日曜日は営業していない。